# Perex de Losa
Perex de Losa es una localidad y una Entidad Local Menor situada en la provincia de Burgos, comunidad autónoma de Castilla y León (España), comarca de Las Merindades, partido judicial de Villarcayo, ayuntamiento de Medina de Pomar.
El nombre correcto de esta localidad es Perex de Losa, sin tilde. 

## Población
En 2006 contaba con 27 habitantes. Pese a su escasa población, la pedanía de Perex de Losa alcanza los 98 habitantes durante los meses de verano.

## Situación
Dista 18 km de la capital del municipio, Medina de Pomar. 
Situado en la carretera provincial  BU-V-5507  entre Momediano y Castriciones de Losa . 

### Comunicaciones
- Carretera:

Se accede desde Medina, partiendo desde el cruce de El Olvido  N-629  tomando la carretera autonómica  BU-551  pasando por La Cerca hasta Villamor donde en el cruce giras a la izquierda tomando la carretera provincial  BU-V-5514  dirección Oteo, desde aquí se puede acceder bien antes de Návagos hay un camino asfaltado junto a un pabellón agrícola que parte hacia la derecha que lleva directo a Perex o bien continuando por la carretera hasta Momediano donde al final del pueblo hay un cruce a mano derecha en el cual coges la carretera provincial  BU-V-5507  que lleva hasta Perex pasando junto al molino de Momediano, dicha carretera lleva hasta enlazar en Quintanilla la Ojada con la carretera autonómica  BU-550 .

## Historia
Lugar de la Junta de Oteo en la Merindad de Losa perteneciente al Corregimiento de las Merindades de Castilla la Vieja, jurisdicción de realengo con regidor pedáneo.
A la caída del Antiguo Régimen queda agregado al ayuntamiento constitucional de Junta de Oteo , en el partido de Villarcayo perteneciente a la región de Castilla la Vieja , para posteriormente integrarse en su actual municipio de Medina de Pomar.

## Parroquia
Iglesia de la Purificación de Nuestra Señora dependiente de la parroquia de Momediano en el Arciprestazgo de Medina de Pomar del Arzobispado de Burgos.